# Gąsewo Poduchowne
Gąsewo Poduchowne – wieś sołecka w Polsce położona w województwie mazowieckim, w powiecie makowskim, w gminie Sypniewo. Leży przy drodze drodze wojewódzkiej nr 626.
Wieś duchowna Gąsowo położona była w drugiej połowie XVI wieku w powiecie różańskim ziemi różańskiej województwa mazowieckiego. W 1785 roku Gąsewo wchodziło w skład klucza mąkolińskiego biskupstwa płockiego. W latach 1975–1998 miejscowość administracyjnie należała do województwa ostrołęckiego.
W miejscowości znajduje się kościół, który jest siedzibą parafii św. Małgorzaty. W strukturze Kościoła rzymskokatolickiego parafia należy do metropolii białostockiej, diecezji łomżyńskiej, dekanatu Krasnosielc.